# Siyabonga Nkosi
Siyabonga Nkosi (Newcastle, 22 augustus 1981) is een Zuid-Afrikaanse voetbaldoelman die sinds 2007 voor de Bundesliga vereniging Arminia Bielefeld uitkomt. Voordien speelde hij al in Zuid-Afrika voor Kaizer Chiefs en Bloemfontein Celtic.
Nkosi speelde sinds 2005 reeds 14 wedstrijden voor de Zuid-Afrikaanse nationale ploeg, daarin kon hij één doelpunt scoren.

## Carrière
- Orlando Pirates (jeugd)
- 2002-2006: Bloemfontein Celtic
- 2006-2007: Kaizer Chiefs
- 2007-2008: Arminia Bielefeld